# Chris Dangerous
Chris Dangerous, egentligen Christian Grahn, född Arne Christian Jääskeläinen den 12 juni 1978 i Fagersta, är en svensk trumslagare som spelar i rockbandet The Hives.